# Огове
Огове́ (фр. Ogooué, фр. Ogowe) — река в Габоне и в Республике Конго.

## География
Огове — одна из крупнейших рек Центральной Африки. Длина составляет около 1200 километров, бассейн охватывает площадь 223856 км² на территории Габона, Конго, Камеруна и Экваториальной Гвинеи.
Истоки реки находятся в Кенгуе, на северо-востоке плато Батеке в Республике Конго. Возле Буманго Огове пересекает конголезско-габонскую границу и течёт по габонским провинциям Верхнее Огове, Огове-Лоло, Огове-Ивиндо, Среднее Огове и Огове-Маритим, названным так по имени реки. В районе Мулонго на ней находятся водопады Пубара. Из-за порогов не является судоходной, для судоходства используется лишь дельта от города Нджоле и до её впадения в Гвинейский залив, южнее города Порт-Жентиль.
Первым из европейцев реку Огове исследовал в 70-х годах XIX века французский путешественник Пьер Саворньян де Бразза (1852—1905).

## Притоки
- Ивиндо
- Мпаса
- Лоло
- Окано
- Нгуние
- Себе